# 三浦康照
三浦 康照（みうら やすてる、1926年 - 2016年11月20日）は、日本の作詞家。本名は三浦 忠雄（みうら ただお）。1967年に弟子入りした冠二郎の楽曲をはじめ、演歌歌手を中心に作詞家として楽曲を提供。

## 経歴・人物
- 当初は作家志望であったが、1961年頃から作詞家としての活動を開始。また、演歌専門のプロダクション事務所・太陽プロダクションの社長も務めていた[1]。
- 2016年11月20日、腸閉塞と肺気腫による呼吸困難のため90歳で死去[2]。

## 主な作詞作品
- 石原詢子
  - 「おもいでの雨」「この世で一番好きな人」（2005年）

- 金田たつえ
  - 「しのび恋」（1983年）
  - 「夢花火」「なみだの宿」（1988年）
  - 「大阪ブルース」（1991年）

- 冠二郎
  - 「命ひとつ[3]」「喧嘩祭り[3]」（1967年）
  - 「大演歌[3]」（1971年）
  - 「雨の盛り場[3]」「男のひとりごと[3]」（1972年）
  - 「港・恋灯り」「気のむくままに」「霧ふる町」「悔いない旅」（1976年）
  - 「泣いてもいいよ」「あのひとの駅よさようなら」「明日を信じて」（1977年）
  - 「亜樹子」「さすらいの旅」「わかれの夜汽車」（1978年）
  - 「あなたの恋灯り」「流れのままに」（1981年）
  - 「石狩列車」「度胸船」「流氷の町」（1982年）
  - 「みれん酒」「湯の町慕情」（1983年）
  - 「さだめ舟」「北海岬」（1984年）
  - 「男の子守唄」「男の夜明け」（1985年）
  - 「おんなの涙」「餞」「春の雨」（1986年）
  - 「北海あばれ節」「演歌を道づれに」（1987年）
  - 「ねぶた男肌」「破天荒」（1988年）
  - 「しのび酒」「流転川」（1989年）
  - 「酒場」「酔芙蓉」（1991年）
  - 「ぬくもり」「火の酒」「炎」「なみだ艶歌」（1992年）
  - 「ムサシ」「しぐれ坂」「人情酒場」「雪の駅」（1993年）
  - 「天命」「望郷の駅はまだ遠い」（1994年）
  - 「まごころ」「春雷」「波濤万里」「さみだれ」「思い出川」「さすらい酒」（1995年）
  - 「望楼の果て」「旅しぐれ」（1996年）
  - 「大文字」「霧笛の酒場」「こころ花」「しのび雨」（1997年）
  - 「バイキング」「ああ・人生」「男の錦」「デカンショ舟唄」（1998年）
  - 「太陽に叫ぼう」「俺が天下の脳ビタくん」（1999年）
  - 「ふたりの止まり木」「波止場」「兄貴」「男の街道」（2000年）
  - 「酒に酔いたい」「さいはての宿」（2001年）
  - 「都忘れの花のように」「霧笛ながれて」（2002年）
  - 「満天の星」「残照」「面影の女」「男の山河」（2003年）
  - 「流転酒」「これでいいんだよ」「波の花」（2004年）
  - 「ほろよい酔虎伝」「男の道」（2005年）
  - 「横浜物語」「ブラボー酔虎伝」「流浪の旅」（2006年）
  - 「花も実もある人生航路」「街灯」「燎原の狼〜若き日のジンギスカン〜」（2007年）
  - 「俺のふる里」「浪花酔虎伝」（2008年）
  - 「流氷岬」「木漏れ日」「居酒屋 かもめ 流れ酒」（2009年）
  - 「人生夢太鼓」「小雪の酒場」（2010年）
  - 「旅路の果て」「人生行進曲」「お前のために」「くれないの丘」（2011年）
  - 「ここ一番 男花」「谺」「人生はふたりの舞台」（2012年）
  - 「孤独の川」「夜霧」「道」（2013年）
  - 「望郷エトランゼ」「どうせこの世は成り行きまかせ」（2014年）
  - 「酒ものがたり」「夢に賭けろ」（2015年）
  - 「友情の海」「万里の嵐」（2016年）

- 冠二郎・北見恭子
  - 「木曽路わかれ雨」「燃えて赤坂」（1990年）

- 冠二郎・若山かずさ
  - 「ふたり舟」「つれてゆきたい港町」（1994年）

- 北見恭子
  - 「恋双六」（2009年）

- 弘田三枝子
  - 「恋のクンビア」「愛の言葉を」「道」「ほゝえみを忘れないで」（1965年）

- 藤あや子
  - 「こころ酒」「涙の夜汽車」（1992年）
  - 「むらさき雨情」（1993年）
  - 「さよなら岬」（1994年）
  - 「うたかたの恋」「きずな」（1997年）
  - 「女のまごころ」（1999年）
  - 「ふたり花」（2000年）
  - 「花びら慕情」（2004年）
  - 「無情の酒」「雪のみちのく」（2007年）
  - 「まごころの花」「哀愁の町・小樽」（2010年）
  - 「北へ…ひとり旅」（2011年）
  - 「麗人草」「花くれないに命燃えて…」（2015年）

- 美空ひばり
  - 「別れてもありがとう」（1969年）

- 都はるみ
  - 「涙のバラ」「ふたりだけの愛」（1968年）
  - 「見たか、聞いたか、わかったか」（1969年）
  - 「遠くへ船で行きたいの」（1973年）

- 若山かずさ
  - 「しのび傘」「冬の雨」（1991年）
  - 「ゆきずりの花」「夢うつつ」（1994年）
  - 「春雨の宿」「恋かげろう」（1995年）
  - 「恋しずく」「涙月」（1996年）
  - 「海鳴りの酒場」「雪どけの宿」「花びらの雨」（2009年）
  - 「湯の町みれん」「夢灯籠」（2010年）
  - 「山百合の駅」「夕月の宿」（2011年）

## アルバム
- 歌の巨匠シリーズ 三浦康照作品集〜むらさき雨情〜（2009年12月23日／日本コロムビア、COCP-35968）[4]